# Hylates

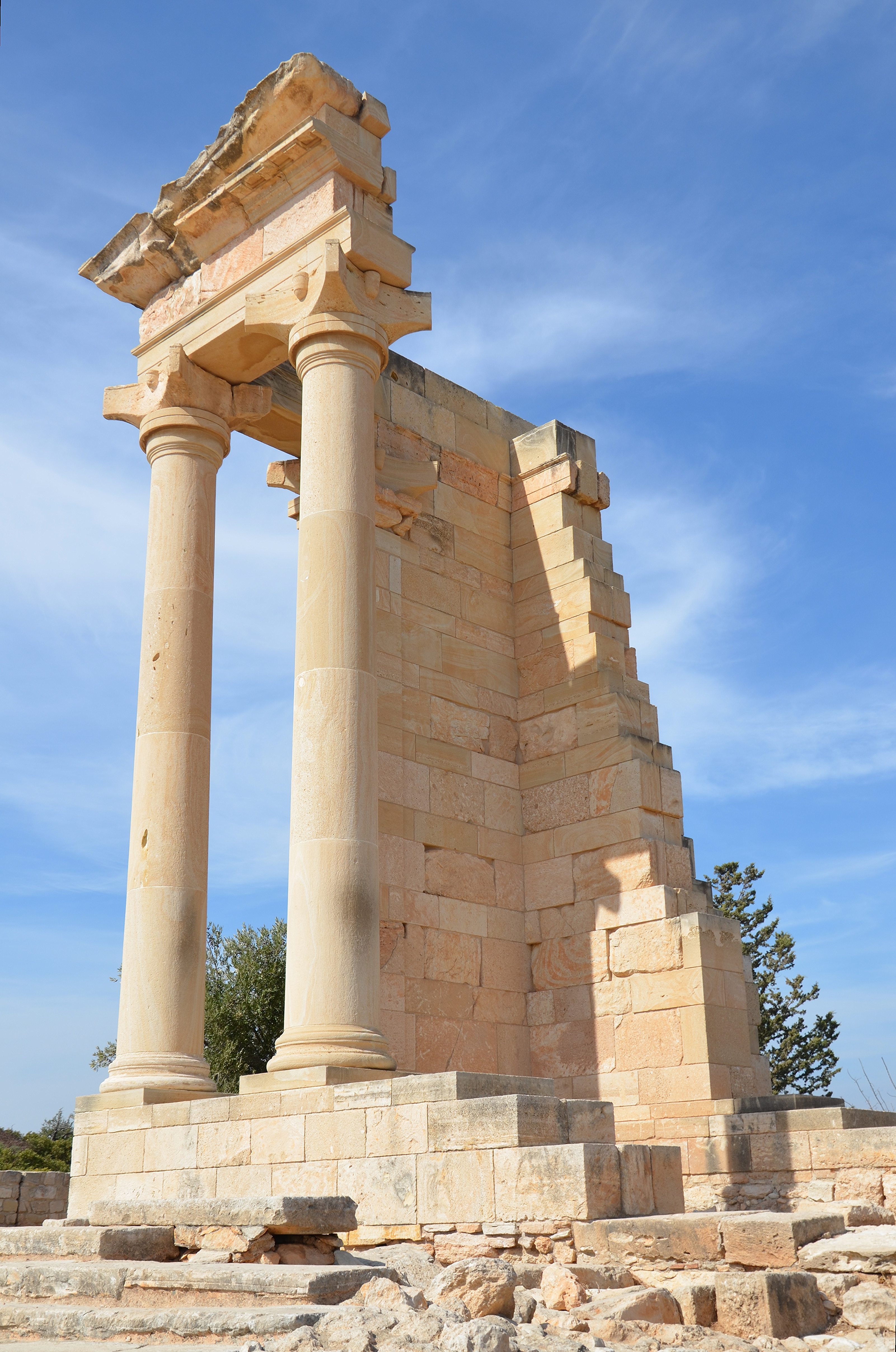
Le temple d'Apollon à Kourion

Le dieu Hylates était vénéré sur l'île de Chypre et a par la suite été assimilé au dieu grec Apollon. Son nom dérive probablement de ὑλακτέω [ʰylaktéō] „aboyant“ ou ὕλη [ʰýlē] „forêt“, ce qui explique pourquoi Lebek le qualifie d'Apollon des bois. Il a été vénéré du IIIe siècle av. J.-C. jusqu'au IIIe siècle apr. J.-C.
Un sanctuaire important était situé à Kourion, un autre, non encore localisé, se trouvait à Hyle.

## Le sanctuaire d'Apollon Hylates
Le sanctuaire est situé à environ 2,5 kilomètres à l'ouest de l'ancienne ville de Kourion le long de la route qui mène à Paphos. Il s'agissait de l'un des principaux centres religieux de l'ancienne Chypre, où Apollon était vénéré en tant que dieu de la forêt. Il semble que le culte d'Apollon sur ce site ait commencé dès le VIIIe siècle av. J.-C. et continué jusqu'au IVe siècle apr. J.-C. Le site a subi de nombreuses extensions et modifications à différentes périodes. La majorité des monuments, qu'on peut voir actuellement, font partie des restaurations du site durant le Ier siècle av. J.-C. Un mur entourait le sanctuaire et on pénétrait dans le site via la porte de Kourion et la porte de Paphos. À l'origine, le site se composait : d'un temple, dont des traces subsistent dans les fondations du temple actuel; d'un monument circulaire, qui était probablement consacré aux processions ou danses autour d'un bosquet d'arbres sacrés; et d'un autel archaïque et d'une cité. Pendant la période romaine, le site s'est étendu avec l'ajout de bâtiments au nord et au sud, qui ont pu être utilisés pour exposer les offrandes votives ou pour l'hébergement des visiteurs. Les figurines en terre cuite et les poteries, qui se sont accumulées au sein du temple du Ve siècle av. J.-C. jusqu'à la période romaine, étaient enterrées dans la Fosse Votive. Une longue rue, orientée du sud au nord, conduit au temple d'Apollon Hylates, qui a été construit durant la période classique tardive ou au début de la période hellénique sur les ruines du temple archaïque. Durant le Ier siècle apr. J.-C., le temple a été reconstruit dans un style architectural différent. Au sud de la cité, un petit édifice a pu être la maison d'un prêtre. Le long de la face est des murs se trouvent la palestre, où les athlètes s'entraînaient et s'adonnaient aux jeux, ainsi que les bains.

## Littérature
- S. Sinos, The Temple of Apollo Hylates at Kourion and the Restoration of its south-west corner, Athens 1990.
- D. Soren, The Sanctuary of Apollo Hylates at Kourion. Tucson 1987.
- R. Scranton, "The Architecture of the Sanctuary of Apollo Hylates at Kourion", in: Transactions of the American Philosophical Society, New Series, Vol. 57, No. 5 (1967), pp. 3-85.
- Diana Buitron-Oliver et al., The sanctuary of Apollo Hylates at Kourion. Excavations in the Archaic precinct. Studies in Mediterranean Archaeology 109, 1996,  (ISBN 91-7081-094-X).
- Diana Buitron und Darice Birge, Sanctuary of Apollo Hylates, Kourion, 1980. Excavations; the Cult, in: American Journal of Archaeology, vol 85.2, Boston 1981, pp. 187–188.
- Mary B. Hollinshead, Review: "The Sanctuary of Apollo Hylates at Kourion, edited by David Soren", in: American Journal of Archaeology, tome 93.4, Boston 1989, S. 623–624.
- T. B. Mitford: A Cypriot oath of allegiance to Tiberius. In: Journal of Roman Studies 50, 1960, pp. 75–79.
- Stephen C. Glover, Sanctuaries of Apollo Hylates at Dhrymou and Chytroi, in: American Journal of Archaeology, tome 86.2, Boston 1982, pp. 265–266.
- Reinhard Senff, Kurion, in: Hubert Cancik, Helmuth Schneider u. Manfred Landfester (Hrsgg.), Realencyclopädie der classischen Altertumswissenschaft Vol 6 Iul–Lee, Stuttgart 1999.